# 帕托卡 (印地安納州)
帕托卡（英語：Patoka）是一個位於美國印地安納州吉布森縣的城鎮。

## 人口
根據2010年美國人口普查的數據，帕托卡的面積為2.95平方千米，當中陸地面積為2.90平方千米，而水域面積為0.05平方千米。當地共有人口735人，而人口密度為每平方千米249人。